# کوآن (۱۳۶۲-۱۳۶۱)
کوآن (به ژاپنی: 康安 Kōan)، نام یک عصر تاریخی ژاپنی دربار شمالی در طی دوره نانبوکوچو بود. این عصر بعد از انبون (دوره) و قبل از جوجی (دوره موروماچی) قرار داشت و از مارس ۱۳۶۱ تا سپتامبر ۱۳۶۲ میلادی به طول انجامید. در طی این عصر امپراتور دربار شمالی در کیوتو، امپراتور گو-کوگین و امپراتور دربار جنوبی امپراتور گو-موراکامی بود.